# Torneo Clausura 2005 Primera División 'A'
El Torneo Clausura 2005 representó la segunda vuelta del ciclo futbolístico 2004-2005 en la Primera División A, fue el décimo octavo torneo corto y parte de la decimoséptima temporada de la división de ascenso de México. Se celebró entre los meses de enero y junio de 2005.
El Querétaro Fútbol Club resultó el ganador del torneo al derrotar en la final del León por un marcador global de 3 goles a 2, motivo que lo llevó a enfrentarse en la final por el ascenso al San Luis, donde los potosinos ganarían su ascenso al Máximo Circuito. Por otro lado, los clubes Alacranes de Durango, Huracanes de Colima, Delfines de Coatzacoalcos, el ya citado San Luis, Cruz Azul Oaxaca y Pachuca Juniors, los conjuntos que disputarían la liguilla por el campeonato.
Por el otro lado, los Estudiantes de Santander terminarían por descender a la Segunda División tras haber acumulado el peor promedio en la tabla de porcentajes y Chivas La Piedad se vería obligado a jugar una promoción por la permanencia ante los Cachorros de la U de G, donde finalmente la filial del Guadalajara se mantendría en la división de plata. 
En cuanto al cambio de franquicias en este torneo no hubo ninguna modificación respecto al Apertura 2004. No obstante, el equipo de Huracanes de Colima se vio obligado a disputar sus partidos de local correspondientes a la jornada 19 y la liguilla en el Estadio IAETAC de Tecomán luego de sufrir el veto de su cancha habitual por incidentes violentos al finalizar el cotejo ante San Luis de la jornada 17 .

## Sistema de competición
Los 20 equipos participantes se dividieron en 4 grupos de 5 equipos, juegan todos contra todos a una sola ronda, por lo que cada equipo jugó 19 partidos; al finalizar la temporada regular de 19 jornadas califican a la liguilla los 2 primeros lugares de cada grupo, y los 4 mejores ubicados en la tabla general califican al repechaje de donde salen los últimos 2 equipos para la Eliminación directa.
- Fase de calificación: es la fase regular de clasificación que se integra por las 19 jornadas del torneo de aquí salen los mejores 8 equipos para la siguiente fase.

- Fase final: se sacarán o calificarán los mejores 8 de la tabla general y se organizarán los cuartos de final con el siguiente orden: 1º vs 8º, 2º vs 7º, 3º vs 6º y 4º vs 5º, siguiendo así con semifinales, y por último la final, todos los partidos de la fase final serán de ida y vuelta.

### Fase de calificación
En la fase de calificación participaron 20 clubes de la Primera División A profesional jugando todos contra todos durante las 19 jornadas respectivas, a un solo partido. 
Se observará el sistema de puntos. La ubicación en la tabla general está sujeta a lo siguiente:
- Por juego ganado se obtendrán tres puntos.
- Por juego empatado se obtendrá un punto.
- Por juego perdido no se otorgan puntos.

El orden de los clubes al final de la Fase de Calificación del Torneo corresponderá a la suma de los puntos obtenidos por cada uno de ellos y se presentará en forma descendente. Si al finalizar las 177 jornadas del Torneo, dos o más clubes estuviesen empatados en puntos, su posición en la Tabla general será determinada atendiendo a los siguientes criterios de desempate:
1. Mejor diferencia entre los goles anotados y recibidos.
2. Mayor número de goles anotados.
3. Marcadores particulares entre los clubes empatados.
4. Mayor número de goles anotados como visitante.
5. Mejor ubicación en la Tabla general de cocientes.
6. Tabla Fair Play.
7. Sorteo.

Participan por el título de Campeón de la Primera División 'A' en el Torneo Clausura 2005, automáticamente los primeros 4 lugares de cada grupo sin importar su ubicación en la tabla general calificaran, más los segundos mejores 4 lugares de cada grupo, si algún segundo lugar se ubicara bajo los primeros 8 lugares de la tabla general accederá a una fase de reclasificación contra un tercer o cuarto lugar ubicado entre los primeros ocho lugares de la tabla general. Tras la fase de reclasificación los equipos clasificados a cuartos de final por el título serán 8; estos se ordenarán según su posición general en la tabla, si alguno más bajo eliminara a uno más alto, los equipos se recorrerán según su lugar obtenido.

### Fase final
- Calificarán los mejores ocho equipos de la tabla general jugando Cuartos de final en el siguiente orden de enfrentamiento, que será el mejor contra el peor equipo

clasificado:
- 1° vs 8°
- 2° vs 7°
- 3° vs 6°
- 4° vs 5°

- En semifinales participarán los cuatro clubes vencedores de cuartos de final, reubicándolos del uno al cuatro, de acuerdo a su mejor posición en la Tabla general de clasificación al término de la jornada 19, enfrentándose 1° vs 4° y 2° vs 3°.

- Disputarán el título de Campeón del Torneo Apertura 2005 los dos clubes vencedores de la fase semifinal.

Todos los partidos de esta fase serán en formato de ida y vuelta, eligiendo siempre el club que haya quedado mejor ubicado en la Tabla general de clasificación el horario de su partido como local.
En este torneo el club que ganara el título obtiene su derecho de ser necesario el juego de ascenso a Primera División Profesional; para que tal juego se pueda efectuar deberá haber un ganador distinto en el Torneo Apertura 2004, en caso de que el campeón vigente lograra ganar dicho campeonato, ascenderá automáticamente sin necesidad de jugar esta serie.

## Equipos participantes
| Entidad Federativa | N.º | Equipos                                 |
| ------------------ | --- | --------------------------------------- |
| Guanajuato         | 2   | Celaya y León                           |
| Tamaulipas         | 2   | Correcaminos y Estudiantes de Santander |
| Estado de México   | 2   | Atlético Mexiquense y Potros Neza       |
| Veracruz           | 1   | Coatzacoalcos                           |
| Michoacán          | 1   | Chivas La Piedad                        |
| Estado de Durango  | 1   | Alacranes de Durango                    |
| Yucatán            | 1   | Mérida                                  |
| Chihuahua          | 1   | Cobras de Ciudad Juárez                 |
| Oaxaca             | 1   | Cruz Azul Oaxaca                        |
| Tabasco            | 1   | Tabasco                                 |
| San Luis Potosí    | 1   | San Luis                                |
| Sonora             | 1   | Pioneros de Obregón                     |
| Querétaro          | 1   | Querétaro                               |
| Sinaloa            | 1   | Tigrillos Broncos                       |
| Colima             | 1   | Huracanes de Colima                     |
| Hidalgo            | 1   | Pachuca Juniors                         |
| Puebla             | 1   | Lobos BUAP                              |

### Información sobre los equipos participantes
| Equipo                   | Ciudad                                  | Estadio                  | Capacidad |
| ------------------------ | --------------------------------------- | ------------------------ | --------- |
| Alacranes de Durango     | Durango, Durango                        | Francisco Zarco          | 15,000    |
| Atlético Mexiquense      | Toluca, Estado de México                | Nemesio Díez             | 35,000    |
| Celaya                   | Celaya, Guanajuato                      | Miguel Alemán Valdés     | 25,000    |
| Chivas La Piedad         | La Piedad, Michoacán                    | Juan N. López            | 17,000    |
| Coatzacoalcos            | Coatzacoalcos, Veracruz                 | Rafael Hernández Ochoa   | 4,800     |
| Cobras                   | Ciudad Juárez, Chihuahua                | Olímpico Benito Juárez   | 22,000    |
| Correcaminos             | Ciudad Victoria, Tamaulipas             | Marte R. Gómez           | 19,000    |
| Cruz Azul Oaxaca         | Oaxaca, Oaxaca                          | Benito Juárez            | 15,000    |
| Estudiantes de Santander | Altamira, Tamaulipas                    | Altamira                 | 13,500    |
| Huracanes de Colima      | Colima, Colima                          | Colima                   | 17,000    |
| León                     | León, Guanajuato                        | León                     | 30,000    |
| Lobos BUAP               | Puebla, Puebla                          | Olímpico de la BUAP      | 20,000    |
| Mérida                   | Mérida, Yucatán                         | Carlos Iturralde Rivero  | 18,000    |
| Pachuca Juniors          | Pachuca, Hidalgo                        | Hidalgo                  | 30,000    |
| Pioneros de Obregón      | Ciudad Obregón, Sonora                  | Manuel Piri Sagasta      | 4,000     |
| Potros Neza              | Ciudad Nezahualcóyotl, Estado de México | Neza 86                  | 30,000    |
| Querétaro                | Santiago de Querétaro, Querétaro        | Estadio Corregidora      | 35,000    |
| San Luis                 | San Luis Potosí, San Luis Potosí        | Alfonso Lastras          | 28,000    |
| Tabasco                  | Villahermosa, Tabasco                   | Olímpico de Villahermosa | 5,000     |
| Tigrillos Broncos        | Los Mochis, Sinaloa                     | Centenario LM            | 7,000     |

## Torneo Regular
| Pachuca Juniors          | 2-1 | Correcaminos        | Hidalgo                  | 13 de enero | 19:00 |
| Coatzacoalcos            | 1-0 | Huracanes de Colima | Rafael Hernández Ochoa   | 14 de enero | 20:00 |
| Potros Neza              | 1-4 | San Luis            | Neza 86                  | 15 de enero | 15:00 |
| Estudiantes de Santander | 0-0 | Mérida              | Altamira                 | 15 de enero | 16:00 |
| Pioneros de Obregón      | 0-2 | Cobras              | Manuel Piri Sagasta      | 15 de enero | 18:00 |
| Tabasco                  | 2-1 | León                | Olímpico de Villahermosa | 15 de enero | 18:00 |
| Durango                  | 2-1 | Lobos BUAP          | Francisco Zarco          | 15 de enero | 20:30 |
| Celaya                   | 2-0 | Tigrillos Broncos   | Miguel Alemán Valdés     | 15 de enero | 20:30 |
| Atlético Mexiquense      | 0-1 | Querétaro           | Nemesio Díez             | 16 de enero | 12:00 |
| Cruz Azul Oaxaca         | 7-1 | Chivas La Piedad    | Benito Juárez            | 16 de enero | 16:00 |

| Lobos BUAP          | 1-1 | Potros Neza              | Olímpico de la BUAP    | 21 de enero | 15:00 |
| San Luis            | 3-2 | Pioneros de Obregón      | Alfonso Lastras        | 21 de enero | 21:00 |
| Tigrillos Broncos   | 2-3 | Cruz Azul Oaxaca         | Centenario LM          | 22 de enero | 15:00 |
| Mérida              | 4-3 | Tabasco                  | Carlos Iturralde       | 22 de enero | 15:30 |
| Huracanes de Colima | 1-2 | Atlético Mexiquense      | Colima                 | 22 de enero | 16:00 |
| Correcaminos        | 0-1 | Estudiantes de Santander | Marte R. Gómez         | 22 de enero | 19:00 |
| León                | 2-0 | Celaya                   | Nou Camp               | 23 de enero | 12:00 |
| Querétaro           | 3-0 | Pachuca Juniors          | Corregidora            | 23 de enero | 12:00 |
| Cobras              | 3-1 | Coatzacoalcos            | Olímpico Benito Juárez | 23 de enero | 12:00 |
| Chivas La Piedad    | 1-0 | Durango                  | Juan N. López          | 23 de enero | 16:00 |

| Pachuca Juniors          | 3-2 | Huracanes de Colima | Hidalgo                  | 27 de enero | 19:00 |
| Coatzacoalcos            | 1-1 | San Luis            | Rafael Hernández Ochoa   | 28 de enero | 20:00 |
| Estudiantes de Santander | 1-1 | Querétaro           | Altamira                 | 29 de enero | 15:00 |
| Pioneros de Obregón      | 1-0 | Potros Neza         | Manuel Piri Sagasta      | 29 de enero | 18:00 |
| Tabasco                  | 3-2 | Correcaminos        | Olímpico de Villahermosa | 29 de enero | 18:00 |
| Durango                  | 4-0 | Tigrillos Broncos   | Francisco Zarco          | 29 de enero | 20:00 |
| Celaya                   | 0-0 | Mérida              | Miguel Alemán Valdés     | 29 de enero | 20:30 |
| Atlético Mexiquense      | 3-2 | Cobras              | Nemesio Díez             | 30 de enero | 12:00 |
| Chivas La Piedad         | 1-1 | Lobos BUAP          | Juan N. López            | 30 de enero | 16:00 |
| Cruz Azul Oaxaca         | 2-4 | León                | Benito Juárez            | 30 de enero | 16:00 |

| Lobos BUAP          | 1-0 | Pioneros de Obregón      | Olímpico de la BUAP    | 4 de febrero | 15:00 |
| San Luis            | 2-1 | Atlético Mexiquense      | Alfonso Lastras        | 4 de febrero | 21:00 |
| Potros Neza         | 0-1 | Coatzacoalcos            | Neza 86                | 5 de febrero | 13:00 |
| Correcaminos        | 1-1 | Celaya                   | Marte R. Gómez         | 5 de febrero | 15:00 |
| Tigrillos Broncos   | 2-0 | Chivas La Piedad         | Centenario LM          | 5 de febrero | 15:00 |
| Mérida              | 3-3 | Cruz Azul Oaxaca         | Carlos Iturralde       | 5 de febrero | 15:30 |
| Huracanes de Colima | 3-1 | Estudiantes de Santander | Colima                 | 5 de febrero | 16:00 |
| Querétaro           | 1-1 | Tabasco                  | Corregidora            | 6 de febrero | 12:00 |
| León                | 3-1 | Durango                  | Nou Camp               | 6 de febrero | 12:00 |
| Cobras              | 0-0 | Pachuca Juniors          | Olímpico Benito Juárez | 6 de febrero | 12:00 |

| Atlético Mexiquense      | 1-1 | Potros Neza         | Nemesio Díez             | 9 de febrero | 15:00 |
| Estudiantes de Santander | 2-3 | Cobras              | Altamira                 | 9 de febrero | 15:00 |
| Tigrillos Broncos        | 2-1 | Lobos BUAP          | Centenario LM            | 9 de febrero | 15:00 |
| Cruz Azul Oaxaca         | 3-0 | Correcaminos        | Benito Juárez            | 9 de febrero | 16:00 |
| Chivas La Piedad         | 0-3 | León                | Juan N. López            | 9 de febrero | 16:00 |
| Pachuca Juniors          | 1-0 | San Luis            | Hidalgo                  | 9 de febrero | 18:00 |
| Coatzacoalcos            | 1-2 | Pioneros de Obregón | Rafael Hernández Ochoa   | 9 de febrero | 20:00 |
| Durango                  | 2-1 | Mérida              | Francisco Zarco          | 9 de febrero | 20:00 |
| Celaya                   | 4-2 | Querétaro           | Miguel Alemán Valdés     | 9 de febrero | 20:30 |
| Tabasco                  | 2-2 | Huracanes de Colima | Olímpico de Villahermosa | 9 de febrero | 20:30 |

| Potros Neza         | 2-0 | Pachuca Juniors          | Neza 86                | 12 de febrero | 13:00 |
| Lobos BUAP          | 3-1 | Coatzacoalcos            | Olímpico de la BUAP    | 12 de febrero | 15:00 |
| Mérida              | 2-1 | Chivas La Piedad         | Carlos Iturralde       | 12 de febrero | 15:30 |
| Huracanes de Colima | 1-0 | Celaya                   | Colima                 | 12 de febrero | 16:00 |
| Pioneros de Obregón | 3-0 | Atlético Mexiquense      | Manuel Piri Sagasta    | 12 de febrero | 18:00 |
| San Luis            | 1-4 | Estudiantes de Santander | Alfonso Lastras        | 12 de febrero | 19:00 |
| Cobras              | 1-1 | Tabasco                  | Olímpico Benito Juárez | 13 de febrero | 12:00 |
| León                | 4-2 | Tigrillos Broncos        | Nou Camp               | 13 de febrero | 12:00 |
| Querétaro           | 2-2 | Cruz Azul Oaxaca         | Corregidora            | 13 de febrero | 12:00 |
| Correcaminos        | 1-0 | Durango                  | Marte R. Gómez         | 13 de febrero | 12:00 |

| Atlético Mexiquense      | 1-2 | Coatzacoalcos       | Nemesio Díez             | 19 de febrero | 13:00 |
| Tigrillos Broncos        | 2-0 | Mérida              | Centenario LM            | 19 de febrero | 15:00 |
| Estudiantes de Santander | 3-1 | Potros Neza         | Altamira                 | 19 de febrero | 15:00 |
| Pachuca Juniors          | 1-1 | Pioneros de Obregón | Hidalgo                  | 19 de febrero | 16:00 |
| Cruz Azul Oaxaca         | 3-2 | Huracanes de Colima | Benito Juárez            | 19 de febrero | 16:00 |
| Tabasco                  | 1-3 | San Luis            | Olímpico de Villahermosa | 19 de febrero | 18:00 |
| Durango                  | 1-0 | Querétaro           | Francisco Zarco          | 19 de febrero | 20:00 |
| Celaya                   | 2-1 | Cobras              | Miguel Alemán Valdés     | 19 de febrero | 20:30 |
| León                     | 2-1 | Lobos BUAP          | Nou Camp                 | 20 de febrero | 12:00 |
| Chivas La Piedad         | 1-1 | Correcaminos        | Juan N. López            | 20 de febrero | 16:00 |

| Lobos BUAP          | 1-1 | Atlético Mexiquense      | Olímpico de la BUAP    | 25 de febrero | 15:00 |
| Coatzacoalcos       | 0-1 | Pachuca Juniors          | Rafael Hernández Ochoa | 25 de febrero | 20:00 |
| San Luis            | 2-2 | Celaya                   | Alfonso Lastras        | 25 de febrero | 21:00 |
| Potros Neza         | 1-0 | Tabasco                  | Neza 86                | 26 de febrero | 13:00 |
| Mérida              | 1-0 | León                     | Carlos Iturralde       | 26 de febrero | 15:30 |
| Huracanes de Colima | 1-0 | Durango                  | Colima                 | 26 de febrero | 16:00 |
| Pioneros de Obregón | 2-1 | Estudiantes de Santander | Manuel Piri Sagasta    | 26 de febrero | 18:00 |
| Correcaminos        | 4-2 | Tigrillos Broncos        | Marte R. Gómez         | 27 de febrero | 10:30 |
| Querétaro           | 1-1 | Chivas La Piedad         | Corregidora            | 27 de febrero | 12:00 |
| Cobras              | 2-2 | Cruz Azul Oaxaca         | Olímpico Benito Juárez | 27 de febrero | 12:00 |

| Pachuca Juniors          | 2-1 | Atlético Mexiquense | Hidalgo                  | 3 de marzo | 12:00 |
| Celaya                   | 1-2 | Potros Neza         | Miguel Alemán Valdés     | 4 de marzo | 20:30 |
| Estudiantes de Santander | 1-1 | Coatzacoalcos       | Altamira                 | 5 de marzo | 15:00 |
| Mérida                   | 2-3 | Lobos BUAP          | Carlos Iturralde         | 5 de marzo | 15:30 |
| Tigrillos Broncos        | 2-4 | Querétaro           | Centenario LM            | 5 de marzo | 16:00 |
| Cruz Azul Oaxaca         | 1-1 | San Luis            | Benito Juárez            | 5 de marzo | 16:00 |
| Tabasco                  | 1-1 | Pioneros de Obregón | Olímpico de Villahermosa | 5 de marzo | 18:00 |
| Durango                  | 0-0 | Cobras              | Francisco Zarco          | 5 de marzo | 20:00 |
| León                     | 4-2 | Correcaminos        | Nou Camp                 | 6 de marzo | 12:00 |
| Chivas La Piedad         | 1-1 | Huracanes de Colima | Juan N. López            | 6 de marzo | 16:00 |

| Atlético Mexiquense | 1-0 | Estudiantes de Santander | Nemesio Díez           | 9 de marzo | 15:00 |
| Potros Neza         | 2-0 | Cruz Azul Oaxaca         | Neza 86                | 9 de marzo | 15:00 |
| Correcaminos        | 2-1 | Mérida                   | Marte R. Gómez         | 9 de marzo | 15:00 |
| Lobos BUAP          | 0-1 | Pachuca Juniors          | Olímpico de la BUAP    | 9 de marzo | 15:00 |
| Huracanes de Colima | 1-2 | Tigrillos Broncos        | Colima                 | 9 de marzo | 16:00 |
| Cobras              | 0-0 | Chivas La Piedad         | Olímpico Benito Juárez | 9 de marzo | 19:00 |
| Pioneros de Obregón | 0-1 | Celaya                   | Manuel Piri Sagasta    | 9 de marzo | 19:30 |
| Querétaro           | 1-0 | León                     | Corregidora            | 9 de marzo | 20:00 |
| Coatzacoalcos       | 2-0 | Tabasco                  | Rafael Hernández Ochoa | 9 de marzo | 20:00 |
| San Luis            | 4-0 | Durango                  | Alfonso Lastras        | 9 de marzo | 21:00 |

| Estudiantes de Santander | 0-2 | Pachuca Juniors     | Altamira                 | 12 de marzo | 15:00 |
| Mérida                   | 3-2 | Querétaro           | Carlos Iturralde         | 12 de marzo | 15:30 |
| Tabasco                  | 2-2 | Atlético Mexiquense | Olímpico de Villahermosa | 12 de marzo | 18:00 |
| Durango                  | 2-4 | Potros Neza         | Francisco Zarco          | 12 de marzo | 20:00 |
| Celaya                   | 1-1 | Coatzacoalcos       | Miguel Alemán Valdés     | 12 de marzo | 20:30 |
| Correcaminos             | 2-3 | Lobos BUAP          | Marte R. Gómez           | 13 de marzo | 10:30 |
| León                     | 0-1 | Huracanes de Colima | Nou Camp                 | 13 de marzo | 12:00 |
| Tigrillos Broncos        | 4-2 | Cobras              | Centenario LM            | 13 de marzo | 12:00 |
| Cruz Azul Oaxaca         | 2-0 | Pioneros de Obregón | Benito Juárez            | 13 de marzo | 16:00 |
| Chivas La Piedad         | 0-0 | San Luis            | Juan N. López            | 13 de marzo | 16:00 |

| San Luis            | 3-0 | Tigrillos Broncos        | Alfonso Lastras        | 23 de marzo | 21:00 |
| Lobos BUAP          | 1-1 | Estudiantes de Santander | Olímpico de la BUAP    | 25 de marzo | 15:00 |
| Coatzacoalcos       | 3-3 | Cruz Azul Oaxaca         | Rafael Hernández Ochoa | 25 de marzo | 20:00 |
| Atlético Mexiquense | 2-3 | Celaya                   | Nemesio Díez           | 26 de marzo | 13:00 |
| Potros Neza         | 4-1 | Chivas La Piedad         | Neza 86                | 26 de marzo | 13:00 |
| Pachuca Juniors     | 0-2 | Tabasco                  | Hidalgo                | 26 de marzo | 13:00 |
| Querétaro           | 4-1 | Correcaminos             | Corregidora            | 26 de marzo | 16:00 |
| Huracanes de Colima | 3-0 | Mérida                   | Colima                 | 26 de marzo | 16:00 |
| Pioneros de Obregón | 1-1 | Durango                  | Manuel Piri Sagasta    | 26 de marzo | 18:00 |
| Cobras              | 1-1 | León                     | Olímpico Benito Juárez | 27 de marzo | 12:00 |

| Mérida            | 1-1 | Cobras                   | Carlos Iturralde         | 2 de abril | 15:00 |
| Tigrillos Broncos | 3-2 | Potros Neza              | Centenario LM            | 2 de abril | 16:00 |
| Querétaro         | 1-2 | Lobos BUAP               | Corregidora              | 2 de abril | 16:00 |
| Tabasco           | 1-1 | Estudiantes de Santander | Olímpico de Villahermosa | 2 de abril | 18:00 |
| Durango           | 0-0 | Coatzacoalcos            | Francisco Zarco          | 2 de abril | 20:00 |
| Celaya            | 1-3 | Pachuca Juniors          | Miguel Alemán Valdés     | 2 de abril | 20:30 |
| Correcaminos      | 1-3 | Huracanes de Colima      | Marte R. Gómez           | 3 de abril | 10:30 |
| León              | 1-0 | San Luis                 | Nou Camp                 | 3 de abril | 12:00 |
| Chivas La Piedad  | 1-1 | Pioneros de Obregón      | Juan N. López            | 3 de abril | 16:00 |
| Cruz Azul Oaxaca  | 1-0 | Atlético Mexiquense      | Benito Juárez            | 3 de abril | 16:00 |

| Potros Neza              | 2-1 | León              | Neza 86                | 7 de abril  | 15:00 |
| Lobos BUAP               | 0-0 | Tabasco           | Olímpico de la BUAP    | 8 de abril  | 15:00 |
| Pachuca Juniors          | 1-0 | Cruz Azul Oaxaca  | Hidalgo                | 8 de abril  | 19:00 |
| Coatzacoalcos            | 3-0 | Chivas La Piedad  | Rafael Hernández Ochoa | 8 de abril  | 20:00 |
| San Luis                 | 2-1 | Mérida            | Alfonso Lastras        | 8 de abril  | 21:00 |
| Estudiantes de Santander | 1-1 | Celaya            | Altamira               | 9 de abril  | 15:00 |
| Huracanes de Colima      | 0-0 | Querétaro         | Colima                 | 9 de abril  | 16:00 |
| Cobras                   | 4-1 | Correcaminos      | Olímpico Benito Juárez | 10 de abril | 12:00 |
| Atlético Mexiquense      | 2-2 | Durango           | Nemesio Díez           | 10 de abril | 12:00 |
| Pioneros de Obregón      | 1-3 | Tigrillos Broncos | Manuel Piri Sagasta    | 10 de abril | 15:00 |

| Correcaminos        | 1-2 | San Luis                 | Marte R. Gómez       | 13 de abril | 15:00 |
| Mérida              | 2-3 | Potros Neza              | Carlos Iturralde     | 13 de abril | 15:00 |
| Querétaro           | 2-0 | Cobras                   | Corregidora          | 13 de abril | 16:00 |
| Huracanes de Colima | 3-1 | Lobos BUAP               | Colima               | 13 de abril | 16:00 |
| Chivas La Piedad    | 1-0 | Atlético Mexiquense      | Juan N. López        | 13 de abril | 16:00 |
| Cruz Azul Oaxaca    | 2-1 | Estudiantes de Santander | Benito Juárez        | 13 de abril | 16:00 |
| Tigrillos Broncos   | 2-1 | Coatzacoalcos            | Centenario LM        | 13 de abril | 17:00 |
| Durango             | 2-1 | Pachuca Juniors          | Francisco Zarco      | 13 de abril | 20:00 |
| Celaya              | 3-2 | Tabasco                  | Miguel Alemán Valdés | 13 de abril | 20:30 |
| León                | 1-1 | Pioneros de Obregón      | Nou Camp             | 13 de abril | 20:30 |

| Lobos BUAP               | 0-1 | Celaya              | Olímpico de la BUAP      | 16 de abril | 12:00 |
| Atlético Mexiquense      | 2-0 | Tigrillos Broncos   | Nemesio Díez             | 16 de abril | 13:00 |
| Potros Neza              | 0-1 | Correcaminos        | Neza 86                  | 16 de abril | 13:00 |
| Tabasco                  | 2-3 | Cruz Azul Oaxaca    | Olímpico de Villahermosa | 16 de abril | 18:00 |
| San Luis                 | 3-0 | Querétaro           | Alfonso Lastras          | 16 de abril | 19:00 |
| Coatzacoalcos            | 3-1 | León                | Rafael Hernández Ochoa   | 16 de abril | 20:00 |
| Cobras                   | 0-2 | Huracanes de Colima | Olímpico Benito Juárez   | 17 de abril | 12:00 |
| Pachuca Juniors          | 2-0 | Chivas La Piedad    | Hidalgo                  | 17 de abril | 12:00 |
| Pioneros de Obregón      | 2-1 | Mérida              | Manuel Piri Sagasta      | 17 de abril | 15:00 |
| Estudiantes de Santander | 0-1 | Durango             | Altamira                 | 17 de abril | 15:00 |

| Mérida              | 3-1 | Coatzacoalcos            | Carlos Iturralde       | 23 de abril | 15:30 |
| Querétaro           | 2-0 | Potros Neza              | Corregidora            | 23 de abril | 16:00 |
| Huracanes de Colima | 3-1 | San Luis                 | Colima                 | 23 de abril | 16:00 |
| Cruz Azul Oaxaca    | 2-0 | Celaya                   | Benito Juárez          | 23 de abril | 16:00 |
| Tigrillos Broncos   | 5-3 | Pachuca Juniors          | Centenario LM          | 23 de abril | 17:00 |
| Durango             | 2-0 | Tabasco                  | Francisco Zarco        | 23 de abril | 20:00 |
| Correcaminos        | 4-4 | Pioneros de Obregón      | Marte R. Gómez         | 24 de abril | 10:30 |
| León                | 1-4 | Atlético Mexiquense      | Nou Camp               | 24 de abril | 12:00 |
| Cobras              | 3-2 | Lobos BUAP               | Olímpico Benito Juárez | 24 de abril | 12:00 |
| Chivas La Piedad    | 1-1 | Estudiantes de Santander | Juan N. López          | 24 de abril | 16:00 |

| Potros Neza              | 2-2 | Huracanes de Colima | Neza 86                  | 28 de abril | 15:00 |
| Pachuca Juniors          | 0-1 | León                | Hidalgo                  | 29 de abril | 19:00 |
| Coatzacoalcos            | 4-1 | Correcaminos        | Rafael Hernández Ochoa   | 29 de abril | 20:00 |
| San Luis                 | 0-0 | Cobras              | Alfonso Lastras          | 29 de abril | 21:00 |
| Estudiantes de Santander | 0-0 | Tigrillos Broncos   | Altamira                 | 30 de abril | 15:00 |
| Tabasco                  | 1-2 | Chivas La Piedad    | Olímpico de Villahermosa | 30 de abril | 18:00 |
| Celaya                   | 1-0 | Durango             | Miguel Alemán Valdés     | 30 de abril | 20:30 |
| Atlético Mexiquense      | 0-5 | Mérida              | Nemesio Díez             | 1 de mayo   | 12:00 |
| Pioneros de Obregón      | 2-1 | Querétaro           | Manuel Piri Sagasta      | 1 de mayo   | 15:00 |
| Cruz Azul Oaxaca         | 2-1 | Lobos BUAP          | Benito Juárez            | 1 de mayo   | 17:00 |

| Cobras              | 1-1 | Potros Neza              | Olímpico Benito Juárez | 7 de mayo | 16:00 |
| Chivas La Piedad    | 1-2 | Celaya                   | Juan N. López          | 7 de mayo | 16:00 |
| Huracanes de Colima | 3-1 | Pioneros de Obregón      | IAETAC                 | 7 de mayo | 16:00 |
| Durango             | 2-1 | Cruz Azul Oaxaca         | Francisco Zarco        | 7 de mayo | 16:00 |
| Querétaro           | 0-2 | Coatzacoalcos            | Corregidora            | 7 de mayo | 16:00 |
| Correcaminos        | 3-1 | Atlético Mexiquense      | Marte R. Gómez         | 7 de mayo | 16:00 |
| León                | 4-1 | Estudiantes de Santander | Nou Camp               | 7 de mayo | 16:00 |
| Lobos BUAP          | 1-1 | San Luis                 | Olímpico de la BUAP    | 7 de mayo | 16:00 |
| Tigrillos Broncos   | 3-3 | Tabasco                  | Centenario LM          | 7 de mayo | 16:00 |
| Mérida              | 2-2 | Pachuca Juniors          | Carlos Iturralde       | 7 de mayo | 16:00 |

## Grupos

### Grupo 1
| Pos. | Equipo              | Pts. | PJ | G  | E | P  | GF | GC | Dif. | Clasificación                   |
| ---- | ------------------- | ---- | -- | -- | - | -- | -- | -- | ---- | ------------------------------- |
| 1    | Colima              | 34   | 19 | 10 | 4 | 5  | 34 | 21 | +13  | Cuartos de final de la liguilla |
| 2    | San Luis            | 33   | 19 | 9  | 6 | 4  | 33 | 21 | +12  | Cuartos de final de la liguilla |
| 3    | Tigrillos Broncos   | 29   | 19 | 9  | 2 | 8  | 36 | 40 | −4   |                                 |
| 4    | Atlético Mexiquense | 19   | 19 | 5  | 4 | 10 | 24 | 33 | −9   |                                 |
| 5    | Chivas La Piedad    | 17   | 19 | 3  | 8 | 8  | 14 | 32 | −18  | Promoción por la permanencia    |

 Fuente: [cita requerida]

### Grupo 2
| Pos. | Equipo         | Pts. | PJ | G | E | P | GF | GC | Dif. | Clasificación                   |
| ---- | -------------- | ---- | -- | - | - | - | -- | -- | ---- | ------------------------------- |
| 1    | Coatzacoalcos  | 29   | 19 | 8 | 5 | 6 | 29 | 23 | +6   | Cuartos de final de la liguilla |
| 2    | Durango        | 28   | 19 | 8 | 4 | 7 | 22 | 22 | 0    | Reclasificación a liguilla      |
| 3    | Ciudad Obregón | 24   | 19 | 6 | 6 | 7 | 25 | 28 | −3   |                                 |
| 4    | Mérida         | 23   | 19 | 6 | 5 | 8 | 32 | 32 | 0    |                                 |
| 5    | Tabasco        | 17   | 19 | 3 | 8 | 8 | 27 | 34 | −7   |                                 |

 Fuente: [cita requerida]

### Grupo 3
| Pos. | Equipo           | Pts. | PJ | G  | E | P | GF | GC | Dif. | Clasificación                   |
| ---- | ---------------- | ---- | -- | -- | - | - | -- | -- | ---- | ------------------------------- |
| 1    | Cruz Azul Oaxaca | 35   | 19 | 10 | 5 | 4 | 42 | 29 | +13  | Cuartos de final de la liguilla |
| 2    | Pachuca Juniors  | 33   | 19 | 10 | 3 | 6 | 25 | 23 | +2   | Cuartos de final de la liguilla |
| 3    | León             | 32   | 19 | 10 | 2 | 7 | 34 | 25 | +9   | Reclasificación a liguilla      |
| 4    | Celaya           | 32   | 19 | 9  | 5 | 5 | 26 | 23 | +3   | Reclasificación a liguilla      |
| 5    | Potros Neza      | 28   | 19 | 8  | 4 | 7 | 29 | 27 | +2   |                                 |

 Fuente: [cita requerida]

### Grupo 4
| Pos. | Equipo                       | Pts. | PJ | G | E | P  | GF | GC | Dif. | Clasificación                   |
| ---- | ---------------------------- | ---- | -- | - | - | -- | -- | -- | ---- | ------------------------------- |
| 1    | Querétaro (C)                | 26   | 19 | 7 | 5 | 7  | 28 | 25 | +3   | Cuartos de final de la liguilla |
| 2    | Cobras                       | 24   | 19 | 5 | 9 | 5  | 26 | 25 | +1   | Reclasificación a liguilla      |
| 3    | Lobos BUAP                   | 21   | 19 | 5 | 6 | 8  | 24 | 27 | −3   |                                 |
| 4    | Correcaminos UAT             | 18   | 19 | 5 | 3 | 11 | 29 | 43 | −14  |                                 |
| 5    | Estudiantes de Santander (D) | 17   | 19 | 3 | 8 | 8  | 20 | 26 | −6   | Descenso de categoría           |

 Fuente: [cita requerida]

## Tabla general
| Pos. | Equipo                       | Pts. | PJ | G  | E | P  | GF | GC | Dif. | Clasificación                   |
| ---- | ---------------------------- | ---- | -- | -- | - | -- | -- | -- | ---- | ------------------------------- |
| 1    | Cruz Azul Oaxaca             | 35   | 19 | 10 | 5 | 4  | 42 | 29 | +13  | Cuartos de final de la liguilla |
| 2    | Colima                       | 34   | 19 | 10 | 4 | 5  | 34 | 21 | +13  | Cuartos de final de la liguilla |
| 3    | San Luis                     | 33   | 19 | 9  | 6 | 4  | 33 | 21 | +12  | Cuartos de final de la liguilla |
| 4    | Pachuca Juniors              | 33   | 19 | 10 | 3 | 6  | 25 | 23 | +2   | Cuartos de final de la liguilla |
| 5    | León                         | 32   | 19 | 10 | 2 | 7  | 34 | 25 | +9   | Reclasificación a liguilla      |
| 6    | Celaya                       | 32   | 19 | 9  | 5 | 5  | 26 | 23 | +3   | Reclasificación a liguilla      |
| 7    | Coatzacoalcos                | 29   | 19 | 8  | 5 | 6  | 29 | 23 | +6   | Cuartos de final de la liguilla |
| 8    | Tigrillos Broncos            | 29   | 19 | 9  | 2 | 8  | 36 | 40 | −4   |                                 |
| 9    | Atlante Neza                 | 28   | 19 | 8  | 4 | 7  | 29 | 27 | +2   |                                 |
| 10   | Durango                      | 28   | 19 | 8  | 4 | 7  | 22 | 22 | 0    | Reclasificación a liguilla      |
| 11   | Querétaro (C)                | 26   | 19 | 7  | 5 | 7  | 28 | 25 | +3   | Cuartos de final de la liguilla |
| 12   | Cobras Juárez                | 24   | 19 | 5  | 9 | 5  | 26 | 25 | +1   | Reclasificación a liguilla      |
| 13   | Ciudad Obregón               | 24   | 19 | 6  | 6 | 7  | 25 | 28 | −3   |                                 |
| 14   | Mérida                       | 23   | 19 | 6  | 5 | 8  | 32 | 32 | 0    |                                 |
| 15   | Lobos BUAP                   | 21   | 19 | 5  | 6 | 8  | 24 | 27 | −3   |                                 |
| 16   | Atlético Mexiquense          | 19   | 19 | 5  | 4 | 10 | 24 | 33 | −9   |                                 |
| 17   | Correcaminos UAT             | 18   | 19 | 5  | 3 | 11 | 29 | 43 | −14  |                                 |
| 18   | Estudiantes de Santander (D) | 17   | 19 | 3  | 8 | 8  | 20 | 26 | −6   | Descenso de categoría           |
| 19   | Tabasco                      | 17   | 19 | 3  | 8 | 8  | 27 | 34 | −7   |                                 |
| 20   | Chivas La Piedad             | 17   | 19 | 3  | 8 | 8  | 14 | 32 | −18  | Promoción por la permanencia    |

 Fuente: [cita requerida]

## Descenso

### Tabla Porcentual
| Pos. | Equipo                   | I-2002           | V-2003           | A-2003           | C-2004           | A-2004 | C-2005 | Puntos | PJ  | Dif. | Cociente |                              |
| ---- | ------------------------ | ---------------- | ---------------- | ---------------- | ---------------- | ------ | ------ | ------ | --- | ---- | -------- | ---------------------------- |
| 1.   | San Luis                 | Primera División | Primera División | Primera División | Primera División | 34     | 33     | 67     | 38  | +33  | 1.7632   |                              |
| 2.   | Celaya                   | 36               | 27               | 36               | 33               | 26     | 32     | 190    | 113 | +43  | 1.6814   |                              |
| 3.   | León                     | 26               | 40               | 20               | 39               | 32     | 32     | 189    | 113 | +47  | 1.6726   |                              |
| 4.   | Querétaro                | 30               | 31               | 40               | 28               | 32     | 26     | 187    | 113 | +52  | 1.6549   |                              |
| 5.   | Pachuca Juniors          | Segunda División | Segunda División | Segunda División | Segunda División | 21     | 33     | 54     | 38  | +3   | 1.4211   |                              |
| 6.   | Correcaminos UAT         | 28               | 33               | 29               | 21               | 30     | 18     | 159    | 113 | −7   | 1.4071   |                              |
| 7.   | Coatzacoalcos            | Segunda División | Segunda División | 34               | 23               | 19     | 29     | 105    | 76  | +3   | 1.3816   |                              |
| 8.   | Cobras                   | 28               | 12               | 36               | 25               | 30     | 24     | 155    | 113 | +1   | 1.3717   |                              |
| 9.   | Tigrillos Broncos        | 23               | 16               | 29               | 28               | 30     | 29     | 155    | 113 | −8   | 1.3717   |                              |
| 10.  | Tabasco                  | 15               | 26               | 36               | 34               | 22     | 17     | 150    | 113 | −9   | 1.3274   |                              |
| 11.  | Cruz Azul Oaxaca         | 15               | 18               | 26               | 28               | 26     | 35     | 148    | 113 | 0    | 1.3097   |                              |
| 12.  | Colima                   | 28               | 22               | 12               | 27               | 24     | 34     | 147    | 113 | −10  | 1.3009   |                              |
| 13.  | Durango                  | 30               | 22               | 26               | 16               | 24     | 28     | 146    | 113 | −18  | 1.2920   |                              |
| 14.  | Atlético Mexiquense      | 15               | 22               | 28               | 28               | 32     | 19     | 144    | 113 | −5   | 1.2743   |                              |
| 15.  | Lobos BUAP               | Segunda División | Segunda División | Segunda División | Segunda División | 27     | 21     | 48     | 38  | −2   | 1.2632   |                              |
| 16.  | Mérida                   | 23               | 15               | 24               | 29               | 26     | 23     | 140    | 113 | −5   | 1.2389   |                              |
| 17.  | Ciudad Obregón           | 29               | 25               | 14               | 20               | 26     | 24     | 138    | 113 | −35  | 1.2212   |                              |
| 18.  | Potros Neza              | 30               | 15               | 26               | 17               | 19     | 28     | 135    | 113 | −27  | 1.1947   |                              |
| 19.  | Chivas La Piedad         | 31               | 35               | 16               | 19               | 17     | 17     | 135    | 113 | −34  | 1.1947   | Promoción por la permanencia |
| 20.  | Estudiantes de Santander | 27               | 26               | 21               | 26               | 15     | 17     | 132    | 113 | −19  | 1.1681   | Descenso de categoría        |

### Promoción 1a División A vs 2a División
La Federación Mexicana de Fútbol determinó la celebración de una promoción entre el penúltimo equipo de la Tabla de Porcentajes de la Primera División 'A' contra el subcampeón de la Segunda División Profesional, esta serie enfrentó a los clubes de Chivas La Piedad contra los Cachorros de la U de G.
| 21 de mayo de 2005, 12:00 | Cachorros de la U de G | 0:2 | Chivas La Piedad | Estadio Jalisco, Guadalajara |  |

| 28 de mayo de 2005, 16:00                                    | Chivas La Piedad | 2:1 (4:1) | Cachorros de la U de G | Estadio Juan Nepomuceno López, La Piedad |  |
| Chivas La Piedad permanece en Primera División A. Global 4-1 |                  |           |                        |                                          |  |

## Reclasificación
| 11 de mayo de 2005, 16:00 | Cobras | 0:0 | León | Estadio Olímpico Benito Juárez, Ciudad Juárez |  |

| 14 de mayo de 2005, 20:00             | León | 5:1 (5:1) | Cobras | Nou Camp, León |  |
| León avanza a la liguilla. Global 5-1 |      |           |        |                |  |

| 11 de mayo de 2005, 20:00 | Durango | 2:1 | Celaya | Estadio Francisco Zarco, Durango |  |

| 14 de mayo de 2005, 20:30                | Celaya | 1:2 (2:4) | Durango | Estadio Miguel Alemán Valdéz, Celaya |  |
| Durango avanza a la liguilla. Global 2-4 |        |           |         |                                      |  |

## Liguilla
|  | Reclasificación                                      | Reclasificación                                      | Reclasificación                                      | Reclasificación                                      | Reclasificación                                      |   |   | Cuartos de final                                               | Cuartos de final                                               | Cuartos de final                                               | Cuartos de final                                               | Cuartos de final                                               |  |   | Semifinales                                          | Semifinales                                          | Semifinales                                          | Semifinales                                          | Semifinales                                          |   |  | Final                                                | Final                                                | Final                                                | Final                                                | Final                                                |  |
|  | 11 de mayo de 2005 (ida) 14 de mayo de 2005 (vuelta) | 11 de mayo de 2005 (ida) 14 de mayo de 2005 (vuelta) | 11 de mayo de 2005 (ida) 14 de mayo de 2005 (vuelta) | 11 de mayo de 2005 (ida) 14 de mayo de 2005 (vuelta) | 11 de mayo de 2005 (ida) 14 de mayo de 2005 (vuelta) |   |   | 18 y 19 de mayo de 2005 (ida) 21 y 22 de mayo de 2005 (vuelta) | 18 y 19 de mayo de 2005 (ida) 21 y 22 de mayo de 2005 (vuelta) | 18 y 19 de mayo de 2005 (ida) 21 y 22 de mayo de 2005 (vuelta) | 18 y 19 de mayo de 2005 (ida) 21 y 22 de mayo de 2005 (vuelta) | 18 y 19 de mayo de 2005 (ida) 21 y 22 de mayo de 2005 (vuelta) |  |   | 25 de mayo de 2005 (ida) 28 de mayo de 2005 (vuelta) | 25 de mayo de 2005 (ida) 28 de mayo de 2005 (vuelta) | 25 de mayo de 2005 (ida) 28 de mayo de 2005 (vuelta) | 25 de mayo de 2005 (ida) 28 de mayo de 2005 (vuelta) | 25 de mayo de 2005 (ida) 28 de mayo de 2005 (vuelta) |   |  | 1 de junio de 2005 (ida) 4 de junio de 2005 (vuelta) | 1 de junio de 2005 (ida) 4 de junio de 2005 (vuelta) | 1 de junio de 2005 (ida) 4 de junio de 2005 (vuelta) | 1 de junio de 2005 (ida) 4 de junio de 2005 (vuelta) | 1 de junio de 2005 (ida) 4 de junio de 2005 (vuelta) |  |
|  |                                                      |                                                      |                                                      |                                                      |                                                      |   |   |                                                                |                                                                |                                                                |                                                                |                                                                |  |   |                                                      |                                                      |                                                      |                                                      |                                                      |   |  |                                                      |                                                      |                                                      |                                                      |                                                      |  |
|  |                                                      |                                                      |                                                      |                                                      |                                                      |   |   |                                                                |                                                                |                                                                |                                                                |                                                                |  |   |                                                      |                                                      |                                                      |                                                      |                                                      |   |  |                                                      |                                                      |                                                      |                                                      |                                                      |  |
|  |                                                      |                                                      |                                                      |                                                      |                                                      |   |   |                                                                |                                                                |                                                                |                                                                |                                                                |  |   |                                                      |                                                      |                                                      |                                                      |                                                      |   |  |                                                      |                                                      |                                                      |                                                      |                                                      |  |
|  |                                                      |                                                      |                                                      |                                                      |                                                      |   |   |                                                                |                                                                |                                                                |                                                                |                                                                |  |   |                                                      |                                                      |                                                      |                                                      |                                                      |   |  |                                                      |                                                      |                                                      |                                                      |                                                      |  |
|  |                                                      |                                                      |                                                      |                                                      |                                                      |   |   |                                                                |                                                                |                                                                |                                                                |                                                                |  |   |                                                      |                                                      |                                                      |                                                      |                                                      |   |  |                                                      |                                                      |                                                      |                                                      |                                                      |  |
|  |                                                      | 4                                                    | Pachuca Juniors                                      | 0                                                    | 1                                                    | 1 |   |                                                                |                                                                |                                                                |                                                                |                                                                |  |   |                                                      |                                                      |                                                      |                                                      |                                                      |   |  |                                                      |                                                      |                                                      |                                                      |                                                      |  |
|  |                                                      |                                                      |                                                      |                                                      |                                                      | 1 |   |                                                                |                                                                |                                                                |                                                                |                                                                |  |   |                                                      |                                                      |                                                      |                                                      |                                                      |   |  |                                                      |                                                      |                                                      |                                                      |                                                      |  |
|  |                                                      |                                                      | 5                                                    | León                                                 | 2                                                    | 4 | 6 |                                                                |                                                                |                                                                |                                                                |                                                                |  |   |                                                      |                                                      |                                                      |                                                      |                                                      |   |  |                                                      |                                                      |                                                      |                                                      |                                                      |  |
|  | 5                                                    | León                                                 | 5                                                    | León                                                 | 2                                                    | 4 | 6 | 0                                                              | 5                                                              | 5                                                              |                                                                |                                                                |  |   |                                                      |                                                      |                                                      |                                                      |                                                      |   |  |                                                      |                                                      |                                                      |                                                      |                                                      |  |
|  | 5                                                    | León                                                 |                                                      |                                                      |                                                      |   |   |                                                                |                                                                | 5                                                              |                                                                |                                                                |  |   |                                                      |                                                      |                                                      |                                                      |                                                      |   |  |                                                      |                                                      |                                                      |                                                      |                                                      |  |
|  | 12                                                   | Cobras                                               | 0                                                    | 1                                                    | 1                                                    |   |   |                                                                |                                                                |                                                                |                                                                |                                                                |  |   |                                                      |                                                      |                                                      |                                                      |                                                      |   |  |                                                      |                                                      |                                                      |                                                      |                                                      |  |
|  | 12                                                   | Cobras                                               | 0                                                    | 1                                                    | 1                                                    |   |   |                                                                |                                                                |                                                                |                                                                |                                                                |  | 5 | León                                                 | 0                                                    | 3                                                    | 3                                                    |                                                      |   |  |                                                      |                                                      |                                                      |                                                      |                                                      |  |
|  |                                                      |                                                      |                                                      |                                                      |                                                      |   |   |                                                                |                                                                |                                                                |                                                                |                                                                |  | 5 | León                                                 | 0                                                    | 3                                                    | 3                                                    |                                                      |   |  |                                                      |                                                      |                                                      |                                                      |                                                      |  |
|  |                                                      |                                                      | 7                                                    | Coatzacoalcos                                        | 0                                                    | 1 | 1 |                                                                |                                                                |                                                                |                                                                |                                                                |  |   |                                                      |                                                      |                                                      |                                                      |                                                      |   |  |                                                      |                                                      |                                                      |                                                      |                                                      |  |
|  |                                                      |                                                      | 7                                                    | Coatzacoalcos                                        | 0                                                    | 1 | 1 |                                                                |                                                                |                                                                |                                                                |                                                                |  |   |                                                      |                                                      |                                                      |                                                      |                                                      |   |  |                                                      |                                                      |                                                      |                                                      |                                                      |  |
|  |                                                      |                                                      |                                                      |                                                      |                                                      |   |   |                                                                |                                                                |                                                                |                                                                |                                                                |  |   |                                                      |                                                      |                                                      |                                                      |                                                      |   |  |                                                      |                                                      |                                                      |                                                      |                                                      |  |
|  |                                                      |                                                      |                                                      |                                                      |                                                      |   |   |                                                                |                                                                |                                                                |                                                                |                                                                |  |   |                                                      |                                                      |                                                      |                                                      |                                                      |   |  |                                                      |                                                      |                                                      |                                                      |                                                      |  |
|  |                                                      | 3                                                    | San Luis                                             | 1                                                    | 1                                                    | 2 |   |                                                                |                                                                |                                                                |                                                                |                                                                |  |   |                                                      |                                                      |                                                      |                                                      |                                                      |   |  |                                                      |                                                      |                                                      |                                                      |                                                      |  |
|  |                                                      |                                                      |                                                      |                                                      |                                                      | 2 |   |                                                                |                                                                |                                                                |                                                                |                                                                |  |   |                                                      |                                                      |                                                      |                                                      |                                                      |   |  |                                                      |                                                      |                                                      |                                                      |                                                      |  |
|  |                                                      |                                                      | 7                                                    | Coatzacoalcos                                        | 2                                                    | 1 | 3 |                                                                |                                                                |                                                                |                                                                |                                                                |  |   |                                                      |                                                      |                                                      |                                                      |                                                      |   |  |                                                      |                                                      |                                                      |                                                      |                                                      |  |
|  |                                                      |                                                      | 7                                                    | Coatzacoalcos                                        | 2                                                    | 1 | 3 |                                                                |                                                                |                                                                |                                                                |                                                                |  |   |                                                      |                                                      |                                                      |                                                      |                                                      |   |  |                                                      |                                                      |                                                      |                                                      |                                                      |  |
|  |                                                      |                                                      |                                                      |                                                      |                                                      |   |   |                                                                |                                                                |                                                                |                                                                |                                                                |  |   |                                                      |                                                      |                                                      |                                                      |                                                      |   |  |                                                      |                                                      |                                                      |                                                      |                                                      |  |
|  |                                                      |                                                      |                                                      |                                                      |                                                      |   |   |                                                                |                                                                |                                                                |                                                                |                                                                |  |   |                                                      |                                                      |                                                      |                                                      |                                                      |   |  |                                                      |                                                      |                                                      |                                                      |                                                      |  |
|  |                                                      |                                                      |                                                      |                                                      |                                                      |   |   |                                                                |                                                                |                                                                |                                                                |                                                                |  |   |                                                      | 5                                                    | León                                                 | 1                                                    | 1                                                    | 2 |  |                                                      |                                                      |                                                      |                                                      |                                                      |  |
|  |                                                      |                                                      |                                                      |                                                      |                                                      |   |   |                                                                |                                                                |                                                                |                                                                |                                                                |  |   |                                                      |                                                      |                                                      |                                                      |                                                      | 2 |  |                                                      |                                                      |                                                      |                                                      |                                                      |  |
|  |                                                      |                                                      | 11                                                   | Querétaro                                            | 2                                                    | 1 | 3 |                                                                |                                                                |                                                                |                                                                |                                                                |  |   |                                                      |                                                      |                                                      |                                                      |                                                      |   |  |                                                      |                                                      |                                                      |                                                      |                                                      |  |
|  |                                                      |                                                      | 11                                                   | Querétaro                                            | 2                                                    | 1 | 3 |                                                                |                                                                |                                                                |                                                                |                                                                |  |   |                                                      |                                                      |                                                      |                                                      |                                                      |   |  |                                                      |                                                      |                                                      |                                                      |                                                      |  |
|  |                                                      |                                                      |                                                      |                                                      |                                                      |   |   |                                                                |                                                                |                                                                |                                                                |                                                                |  |   |                                                      |                                                      |                                                      |                                                      |                                                      |   |  |                                                      |                                                      |                                                      |                                                      |                                                      |  |
|  |                                                      |                                                      |                                                      |                                                      |                                                      |   |   |                                                                |                                                                |                                                                |                                                                |                                                                |  |   |                                                      |                                                      |                                                      |                                                      |                                                      |   |  |                                                      |                                                      |                                                      |                                                      |                                                      |  |
|  |                                                      | 2                                                    | Colima                                               | 2                                                    | 2                                                    | 4 |   |                                                                |                                                                |                                                                |                                                                |                                                                |  |   |                                                      |                                                      |                                                      |                                                      |                                                      |   |  |                                                      |                                                      |                                                      |                                                      |                                                      |  |
|  |                                                      |                                                      |                                                      |                                                      |                                                      | 4 |   |                                                                |                                                                |                                                                |                                                                |                                                                |  |   |                                                      |                                                      |                                                      |                                                      |                                                      |   |  |                                                      |                                                      |                                                      |                                                      |                                                      |  |
|  |                                                      |                                                      | 10                                                   | Durango                                              | 2                                                    | 1 | 3 |                                                                |                                                                |                                                                |                                                                |                                                                |  |   |                                                      |                                                      |                                                      |                                                      |                                                      |   |  |                                                      |                                                      |                                                      |                                                      |                                                      |  |
|  | 6                                                    | Celaya                                               | 10                                                   | Durango                                              | 2                                                    | 1 | 3 | 1                                                              | 1                                                              | 2                                                              |                                                                |                                                                |  |   |                                                      |                                                      |                                                      |                                                      |                                                      |   |  |                                                      |                                                      |                                                      |                                                      |                                                      |  |
|  | 6                                                    | Celaya                                               |                                                      |                                                      |                                                      |   |   |                                                                |                                                                | 2                                                              |                                                                |                                                                |  |   |                                                      |                                                      |                                                      |                                                      |                                                      |   |  |                                                      |                                                      |                                                      |                                                      |                                                      |  |
|  | 10                                                   | Durango                                              | 2                                                    | 2                                                    | 4                                                    |   |   |                                                                |                                                                |                                                                |                                                                |                                                                |  |   |                                                      |                                                      |                                                      |                                                      |                                                      |   |  |                                                      |                                                      |                                                      |                                                      |                                                      |  |
|  | 10                                                   | Durango                                              | 2                                                    | 2                                                    | 4                                                    |   |   |                                                                |                                                                |                                                                |                                                                |                                                                |  | 2 | Colima                                               | 0                                                    | 0                                                    | 0                                                    |                                                      |   |  |                                                      |                                                      |                                                      |                                                      |                                                      |  |
|  |                                                      |                                                      |                                                      |                                                      |                                                      |   |   |                                                                |                                                                |                                                                |                                                                |                                                                |  | 2 | Colima                                               | 0                                                    | 0                                                    | 0                                                    |                                                      |   |  |                                                      |                                                      |                                                      |                                                      |                                                      |  |
|  |                                                      |                                                      | 11                                                   | Querétaro                                            | 3                                                    | 3 | 6 |                                                                |                                                                |                                                                |                                                                |                                                                |  |   |                                                      |                                                      |                                                      |                                                      |                                                      |   |  |                                                      |                                                      |                                                      |                                                      |                                                      |  |
|  |                                                      |                                                      | 11                                                   | Querétaro                                            | 3                                                    | 3 | 6 |                                                                |                                                                |                                                                |                                                                |                                                                |  |   |                                                      |                                                      |                                                      |                                                      |                                                      |   |  |                                                      |                                                      |                                                      |                                                      |                                                      |  |
|  |                                                      |                                                      |                                                      |                                                      |                                                      |   |   |                                                                |                                                                |                                                                |                                                                |                                                                |  |   |                                                      |                                                      |                                                      |                                                      |                                                      |   |  |                                                      |                                                      |                                                      |                                                      |                                                      |  |
|  |                                                      |                                                      |                                                      |                                                      |                                                      |   |   |                                                                |                                                                |                                                                |                                                                |                                                                |  |   |                                                      |                                                      |                                                      |                                                      |                                                      |   |  |                                                      |                                                      |                                                      |                                                      |                                                      |  |
|  |                                                      | 1                                                    | Cruz Azul Oaxaca                                     | 0                                                    | 2                                                    | 2 |   |                                                                |                                                                |                                                                |                                                                |                                                                |  |   |                                                      |                                                      |                                                      |                                                      |                                                      |   |  |                                                      |                                                      |                                                      |                                                      |                                                      |  |
|  |                                                      |                                                      |                                                      |                                                      |                                                      | 2 |   |                                                                |                                                                |                                                                |                                                                |                                                                |  |   |                                                      |                                                      |                                                      |                                                      |                                                      |   |  |                                                      |                                                      |                                                      |                                                      |                                                      |  |
|  |                                                      |                                                      | 11                                                   | Querétaro                                            | 1                                                    | 2 | 3 |                                                                |                                                                |                                                                |                                                                |                                                                |  |   |                                                      |                                                      |                                                      |                                                      |                                                      |   |  |                                                      |                                                      |                                                      |                                                      |                                                      |  |
|  |                                                      |                                                      | 11                                                   | Querétaro                                            | 1                                                    | 2 | 3 |                                                                |                                                                |                                                                |                                                                |                                                                |  |   |                                                      |                                                      |                                                      |                                                      |                                                      |   |  |                                                      |                                                      |                                                      |                                                      |                                                      |  |
|  |                                                      |                                                      |                                                      |                                                      |                                                      |   |   |                                                                |                                                                |                                                                |                                                                |                                                                |  |   |                                                      |                                                      |                                                      |                                                      |                                                      |   |  |                                                      |                                                      |                                                      |                                                      |                                                      |  |
|  |                                                      |                                                      |                                                      |                                                      |                                                      |   |   |                                                                |                                                                |                                                                |                                                                |                                                                |  |   |                                                      |                                                      |                                                      |                                                      |                                                      |   |  |                                                      |                                                      |                                                      |                                                      |                                                      |  |
|  |                                                      |                                                      |                                                      |                                                      |                                                      |   |   |                                                                |                                                                |                                                                |                                                                |                                                                |  |   |                                                      |                                                      |                                                      |                                                      |                                                      |   |  |                                                      |                                                      |                                                      |                                                      |                                                      |  |
|  |                                                      |                                                      |                                                      |                                                      |                                                      |   |   |                                                                |                                                                |                                                                |                                                                |                                                                |  |   |                                                      |                                                      |                                                      |                                                      |                                                      |   |  |                                                      |                                                      |                                                      |                                                      |                                                      |  |

### Cuartos de final
| 18 de mayo de 2005, 20:00 | Coatzacoalcos | 2:1 | San Luis | Estadio Rafael Hernández Ochoa, Coatzacoalcos |  |

| 21 de mayo de 2005, 21:00                      | San Luis | 1:1 (2:3) | Coatzacoalcos | Estadio Alfonso Lastras Ramírez, San Luis Potosí |  |
| Coatzacoalcos avanza a semifinales. Global 2-3 |          |           |               |                                                  |  |

| 18 de mayo de 2005, 20:00 | Durango | 2:2 | Huracanes | Estadio Francisco Zarco, Durango |  |

| 21 de mayo de 2005, 20:30                  | Huracanes | 2:1 (4:3) | Durango | Estadio IAETAC, Tecomán |  |
| Huracanes avanza a semifinales. Global 4-3 |           |           |         |                         |  |

| 19 de mayo de 2005, 19:00 | Querétaro | 1:0 | Cruz Azul Oaxaca | Estadio Corregidora, Santiago de Querétaro |  |

| 22 de mayo de 2005, 17:00                  | Cruz Azul Oaxaca | 2:2 (2:3) | Querétaro | Estadio Benito Juárez, Oaxaca |  |
| Querétaro avanza a semifinales. Global 2-3 |                  |           |           |                               |  |

| 19 de mayo de 2005, 20:30 | León | 2:0 | Pachuca Juniors | Nou Camp, León |  |

| 22 de mayo de 2005, 12:00             | Pachuca Juniors | 1:4 (1:6) | León | Estadio Hidalgo, Pachuca |  |
| León avanza a semifinales. Global 1-6 |                 |           |      |                          |  |

### Semifinales
| 25 de mayo de 2005, 19:00 | Querétaro | 3:1 | Huracanes | Estadio Corregidora, Santiago de Querétaro |  |

| 28 de mayo de 2005, 16:00               | Huracanes | 1:3 (1:6) | Querétaro | Estadio IAETAC, Tecomán |  |
| Querétaro avanza a la final. Global 0-6 |           |           |           |                         |  |

| 25 de mayo de 2005, 20:00 | Coatzacoalcos | 0:0 | León | Estadio Rafael Hernández Ochoa, Coatzacoalcos |  |

| 28 de mayo de 2005, 20:00          | León | 3:1 (3:1) | Coatzacoalcos | Nou Camp, León |  |
| León avanza a la final. Global 3-1 |      |           |               |                |  |

### Final
| 1 de junio de 2005, 19:00 | Querétaro | 2:1 | León | Estadio Corregidora, Santiago de Querétaro |  |

| 4 de junio de 2005, 20:00                                                       | León | 1:1 (2:3) | Querétaro | Nou Camp, León |  |
| Querétaro campeón del Torneo Clausura 2005 de la Primera División A. Global 2-3 |      |           |           |                |  |

| Campeón Clausura 2005       |
| --------------------------- |
| Querétaro F.C. (1er título) |

### Final de Ascenso
La final por el ascenso enfrentó a los clubes de Querétaro y San Luis, una de las rivalidades más asentadas en el fútbol del centro de México. Los partidos se celebraron los días 8 de junio en Santiago de Querétaro y el 11 en San Luis Potosí. En la ida el conjunto queretano se impuso por dos a uno, mientras que en la vuelta los potosinos remontaron la serie al ganar por 2-1 y de esta forma obtener su boleto a la Primera División.(4-2) Gobal
(5-3) Pentily 

| Predecesor: Apertura 2004 | Temporadas de la Primera División 'A' de México Clausura 2005 | Sucesor: Apertura 2005 |